# Несслер, Карл Людвиг
Карл Людвиг Несслер (Karl Ludwig Nessler, 2 мая 1872, Тодтнау — 22 января 1951, Херрингтон Парк, Нью-Джерси) — немецкий парикмахер и предприниматель.
8 октября 1908 года он впервые продемонстрировал в Лондоне химическую завивку.

## Биография
Несслер учился у деревенского парикмахера, но через несколько месяцев покинул его. Он начал путешествовать; в Базель, Милан, Женеву. В Женеве он сменил фамилию на Charles Nessler. Через несколько лет переселился в Париж. Там познакомился со своей будущей женой, Катариной Лайбле. С ней он начал экспериментировать. Первые попытки завивки не удавались, а кончались ожогами на голове Катарины.
После переселения в Лондон они поженились. Слава о парикмахере быстро распространяется. В 1902 году он получил свой первый патент на изготовление искусственных бровей и ресниц.
В феврале 1910 года он получил британский патент № 20.597 за его электрическую аппаратуру с названием permanent wave machine..

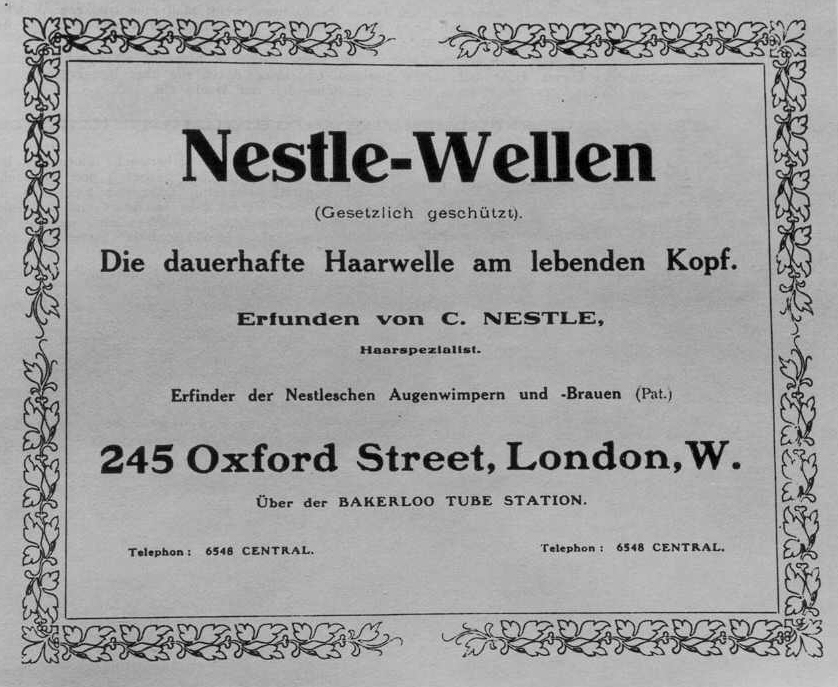
Реклама для салон Несслера в Лондоне

Во время Первой мировой войны его заключили как иностранца в лагерь. После освобождения он переселился в США.
В 1927 году в его фирмах в Нью-Йорке, Чикаго, Детройте, Палм-Биче и Филадельфии работает около 500 человек. Стоимость его империи оценивается в миллионы. Ежегодные расходы на рекламу достигают 300.000 долларов.